# Tipula (Platytipula) maritima
Tipula (Platytipula) maritima is een tweevleugelige uit de familie langpootmuggen (Tipulidae). De soort komt voor in het Nearctisch gebied.